# Aenictogiton bequaerti
Aenictogiton bequaerti är en myrart som beskrevs av Auguste-Henri Forel 1913. Aenictogiton bequaerti ingår i släktet Aenictogiton och familjen myror. Inga underarter finns listade i Catalogue of Life.